# Аксіоми Ейленберга — Стінрода
У [математика|математиці]], зокрема в алгебричній топології, аксіоми Ейленберга — Стінрода є властивостями, яким задовольняють деякі теорії гомологій топологічних просторів. Найвідомішим таким прикладом є сингулярні гомології.
Теорію гомології можна визначити як послідовність функторів, що задовольняють аксіоми Ейленберга — Стінрода. Аксіоматичний підхід, розроблений у 1945 році, дозволяє довести важливі результати, такі як послідовність Маєра — Вієторіса, що є загальними для всіх теорій гомологій, що задовольняють аксіоми.
Якщо опустити аксіому розмірності (описану нижче), то решта аксіом визначають те, що називається надзвичайною теорією гомології. Надзвичайні теорії когомології вперше виникли в K-теорії та кобордизмі .

## Аксіоми
Аксіоми Ейленберга — Стінрода застосовуються до послідовності фукторів  {\displaystyle H_{n}} з категорії пар {\displaystyle (X,A)} топологічних просторів до категорії абелевих груп разом із натуральним перетворенням {\displaystyle \partial \colon H_{i}(X,A)\to H_{i-1}(A)} що називається граничним відображенням (тут  {\displaystyle H_{i-1}(A)} позначає {\displaystyle H_{i-1}(A,\emptyset )}. Аксіоми:
1. Гомотопія: гомотопні відображення породжують те саме відображення в гомології. Тобто, якщо {\displaystyle g\colon (X,A)\rightarrow (Y,B)} є гомотопним до {\displaystyle h\colon (X,A)\rightarrow (Y,B),} то їх індуковані гомоморфізми є однаковими.
2. Точність: Якщо {\displaystyle (X,A)} є парою топологічних просторів і U — підмножина A така, що замикання U міститься у внутрішності A, то відображення включення {\displaystyle i\colon (X\setminus U,A\setminus U)\to (X,A)} породжує ізоморфізм на групах гомології.
3. Розмірність: Нехай P — одноточковий простір; тоді {\displaystyle H_{n}(P)=0} для усіх  {\displaystyle n\neq 0.}
4. Адитивність: Якщо {\displaystyle X=\coprod _{\alpha }{X_{\alpha }},} диз'юнктне об'єднання множини топологічних просторів {\displaystyle X_{\alpha },} тоді {\displaystyle H_{n}(X)\cong \bigoplus _{\alpha }H_{n}(X_{\alpha }).}
5. Точність: Кожна пара {\displaystyle (X,A)} індукує довгу точну послідовність у гомології через включення {\displaystyle i\colon A\to X} {\displaystyle j\colon X\to (X,A)} :

{\displaystyle \cdots \to H_{n}(A)\,{\xrightarrow {i_{*}}}\,H_{n}(X)\,{\xrightarrow {j_{*}}}\,H_{n}(X,A)\,{\xrightarrow {\partial }}\,H_{n-1}(A)\to \cdots .}
Якщо P — простір з однією точкою, то {\displaystyle H_{0}(P)} називається групою коефіцієнтів. Наприклад, сингулярна гомологія (взята з цілими коефіцієнтами, як це найчастіше) має як коефіцієнти цілі числа.

## Наслідки
Деякі факти про групи гомології можуть бути виведені безпосередньо з аксіом, наприклад, той факт, що гомотопічно еквівалентні простори мають ізоморфні групи гомології.
Гомологію деяких відносно простих просторів, таких як n-сфери , можна обчислити безпосередньо з аксіом. Також можна легко показати, що (n - 1)-сфера не є ретрактом n-кулі. Це використовується в доведенні теореми Брауера про нерухому точку.

## Аксіома розмірності
"Гомологічна" теорія, що задовольняє всі аксіоми Ейленберга-Стінрода, крім аксіоми розмірності, називається надзвичайною теорією гомології (двоїсто є також надзвичайна теорія когомологій). Важливі приклади таких гомологій і когомологій були знайдені в 1950-х роках, такі як топологічна К-теорія та теорія кобордизму, які є надзвичайними когомологічними теоріями, і двоїсті для них теорії гомологій.